# آنی هوفمان

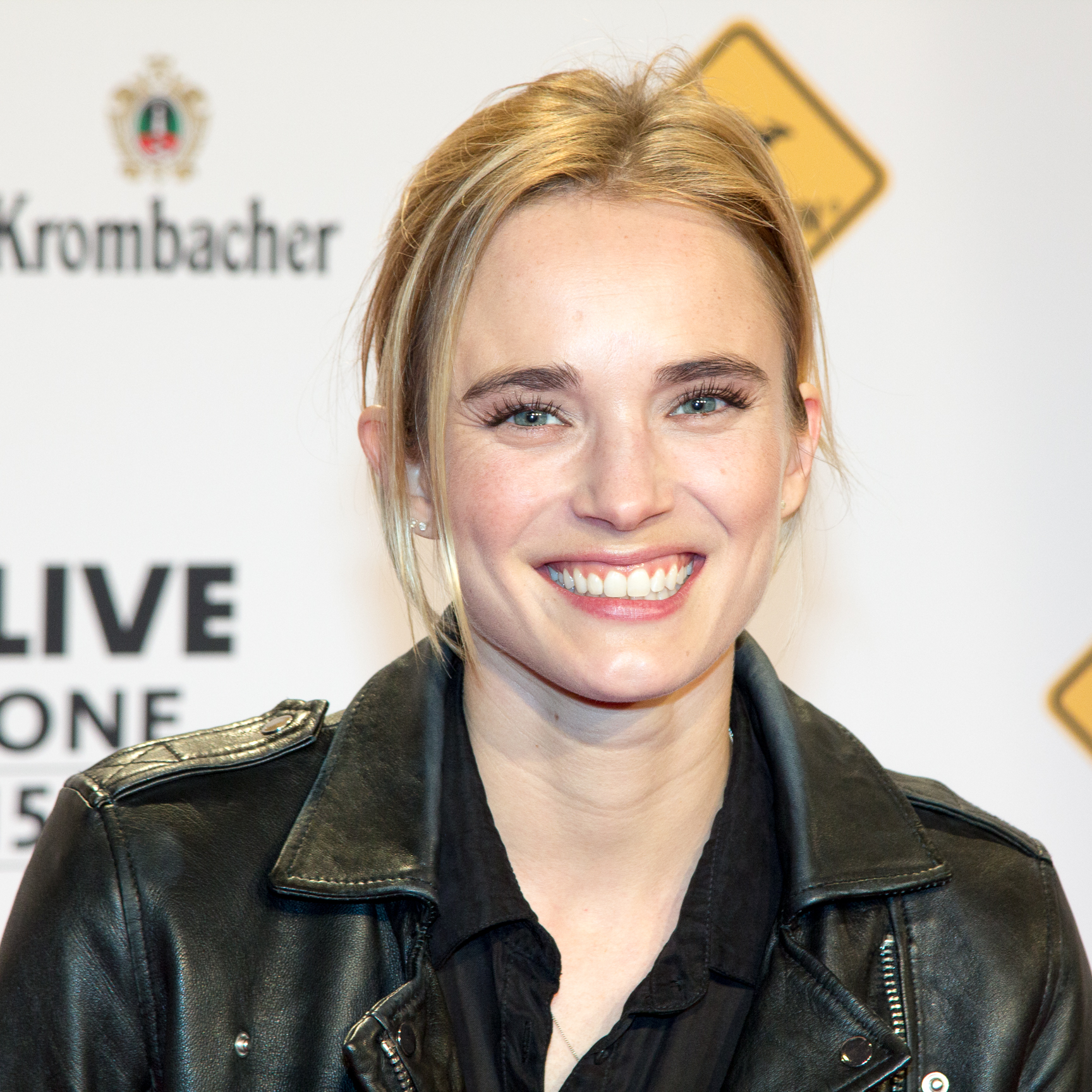
آنی هافمن

آنی هوفمان مجری و مدل اهل آلمان است. علاوه بر این، وی از سال ۲۰۰۱ هم در آگهی‌های بازرگانی و هم در رسانه‌های چاپی برای کمپین‌های مختلف حضور داشته‌است. این موارد شامل کمپین‌هایی برای آریل، شرکت‌های مخابراتی و چندین خودروساز بود. وی در سال ۲۰۰۸ تک آهنگ «آیا تو» را منتشر کرد. از سال ۲۰۰۹ تا ۲۰۱۰ به عنوان دستیار تولید در  فیلمسازیMME مشغول به کار بود و در Bauer sucht Frau شرکت داشت.
- آنی هافمن